# ケリー (ファッションモデル)
ケリー（Kelly、1984年11月21日 - ）は、ブラジル出身のファッションモデル。本名、kelly Campos Misawa。テンカラット（Tencalat Plume）所属。

## 略歴
ブラジル・サンパウロ出身。父親が日系ブラジル人で母親がイタリア系ブラジル人。日本で単身赴任をしていた父を頼り母と兄とともに15歳で来日しモデルとしてデビュー。ピーチ・ジョンのキャラクターモデルやMISS、PINKY、Oggi、GLAMOROUSなどの雑誌のモデルとして活躍している。2010年3月10日に放映された関西テレビの『グータンヌーボ』が初めてのテレビ出演となった。

## 人物
モデル仲間では神田咲実や、同じブラジル人モデルのビビアーニ大野、エミ・レナータと仲が良い。
2023年2月23日に結婚。2024年にハワイで第1子男児を出産した。

## 出演

### CM
- ニベア花王「ニベア ハッピータイムボディミルク」
- キリンビール 「氷結パイナップルクーラー」
- ピーチ・ジョン
- 花王 「エコナ　パスタソース」
- ユニリーバ 「AXE」
- モイスト・ダイアン（2012年）

### 雑誌
- PINKY
- Oggi（専属）
- MISS
- GLAMOROUS
- CLASSY.
- 流行通信
- GINZA
- FUDGE
- sweet
- 25ans
- anan

### 広告
- カゴメ
- カシオ
- ジョンソン・エンド・ジョンソン「1Day アキュビュー」
- KDDI 「au」
- ムラサキスポーツ
- フィラ 「yoga collection」
- ユニクロ
- アンダーアーマー日本総代理店株式会社ドーム
- イトーヨーカドー webカタログ『恋♥水着』（2016年6月）[7]
- 三愛「サンアイリゾートアンバサダー」（2019年 - 2020年）[8][9][10]

### ショー
- アンナモリナーリ
- エミリオプッチ
- コムサデモード
- シャネル
- バーバリー
- エドウィン
- エンポリオ・アルマーニ
- ナイキ
- プーマ
- 東京ガールズコレクション

## 書籍
- 「月刊」NEO Kelly（2011年10月20日発売・イーネット・フロンティア）
- モデル・ケリーの「だから、あなたもがんばって」（2011年10月21日発売・宝島社）
- Kelly's Beauty Secret（2011年12月30日発売・河出書房新社）